# اسلام در سوئد
اسلام در سوئد، به حضور اسلام در سوئد و پیوند تاریخی که بین مردم سوئد و جهان اسلام وجود داشته‌است، اشاره دارد. آشنایی وایکینگ‌ها با اسلام به قرن‌های هفتم و دهم، زمانی که وایکینگ‌ها با مسلمانان تجارت می‌کردند، برمیگردد. اما اخیراً مهاجرت از کشورهای با جمعیت غالب مسلمان به سوئد، بر آمارجمعیتی این کشور تأثیر گذاشته‌است. جامعه مسلمانان در سوئد از کشورهای مختلف تشکیل می‌شود و به همین دلیل ترکیب جمعیتی پیچیده و ناهمگنی است. رویکرد به مسلمانان در این کشور مختلف است. نگرش‌های منفی و همچنین تبعیض آشکار نسبت به مسلمانان، منجر به ایجاد جوامع بسیار مجزا در سوئد می‌شود، در مقایسه با ایالات متحده که جامعه مسلمان بسیار بیشتر در آن ادغام شده‌است. به عبارت دیگر جوامع سوئدی جز مجزا شده‌ترین در کل اروپا هستند.
منتقدان سوئدی مسلمانان را محکوم می‌کنند که تمایل به ادغام شدن در جامعه سوئد را ندارند. اما در واقع رفتارهای خصومت آمیز و تقسیم‌بندی‌های بسیار منظم محله‌ها، مسلمانان را هرچه بیشتر به سمت محله‌های مجزا چون هاسبی در استکلهلم سوق می‌دهد.
براساس گزارش ۲۰۱۹ از آژانس سوئدی حمایت از جوامع ایمانی، ۲۰۰۴۴۵ مسلمان در سوئد زندگی می‌کنند که شعائر دینی خود را به‌طور منظم انجام می‌دهند؛ این تعداد شامل کسانی است که خود را رسماً مسلمان دانسته‌اند. برخی منابع غیر سوئدی این میزان را بین ۴۵۰۰۰۰ تا ۵۰۰۰۰۰ نفر تخمین زده‌اند. مهاجرت از اواخر دهه ۱۹۶۰، دلیل اصلی گسترش اسلام در سوئد بوده‌است. افزایش جمعیت بین سال‌های ۲۰۰۴ تا ۲۰۱۲ را به مهاجران از عراق، سومالی و افغانستان نسبت داده‌اند. منابع رسمی در سال ۲۰۱۴ جمعیت مسلمانان را در حدود۶ درصد (تقریبا ۶۰۰ هزار نفر) از کل جمعیت سوئدی تعیین کردند. و گزارش تحقیقاتی ۲۰۱۷، جمعیت مسلمانان را در ۸/۱ درصد از کل جمعیت ۱۰ میلیون نفری سوئد یعنی حدود ۸۱۰۰۰۰ اعلام کرد.

## تاریخچه
اولین گروه از مسلمانان در سوئد مهاجران تاتار از فنلاند بودند که در حدود ۱۹۴۰ وارد این کشور شدند اما افزایش جمعیت مسلمانان به میزان قابل توجه با مهاجرت‌های دهه ۷۰ میلادی از (سومالی، عراق، افغانستان) آغاز گردید. پس از آن مهاجران عمده مسلمان را بوسنیایی‌ها شامل می‌شوند که در سال ۱۹۹۵ وارد سوئد شدند.

## تظاهرات علیه حمله به مساجد
در سال ۲۰۱۴ میلادی (۱۳۹۳ شمسی) تظاهراتی در کشور سوئد علیه حملات به مساجد انجام گردید. تظاهرات کنندگان به منظور اعلام حمایت و همبستگی خویش با مردم مسلمان، اعتراضات خود را علیه ۳ حمله به مسجدهای سوئد نشان دادند. به گزارش خبرگزاری دانشجویان ایران، به نقل از شبکه خبری راشاتودی، تظاهرات کنندگان در این راهپیمایی، شعار «به مسجد من دست نزنید» سر می‌دادند. تعداد شرکت کنندگان در این راهپیمایی‌های اعتراضی در این کشور تقریباً سه هزار نفر تخمین زده شده‌است.

## سوئدی‌های مسلمان شده

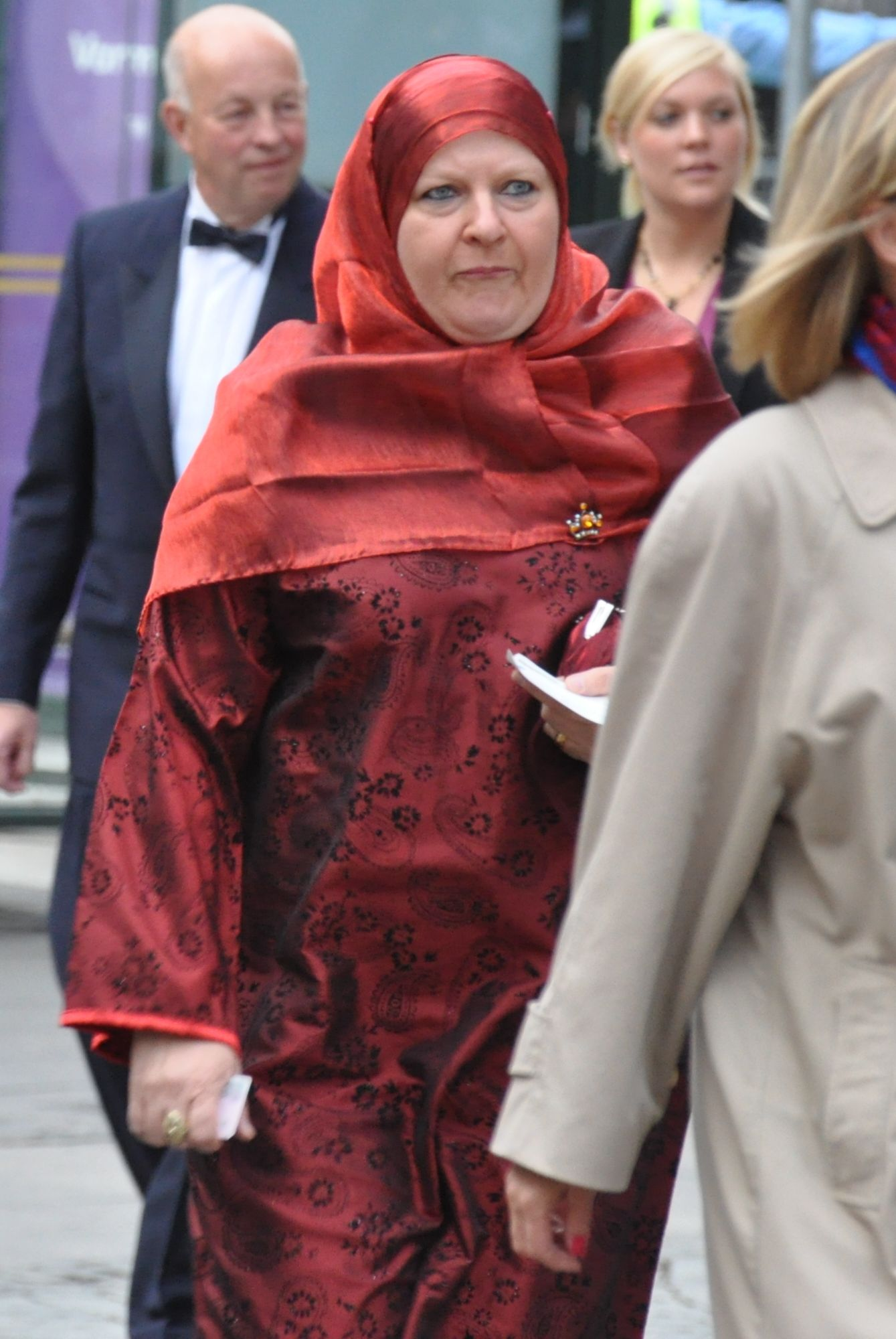
هلنا بنائودا از سوئدی‌های مسلمان شده و رئیس شورای مسلمانان سوئد در جشن عروسی سلطنتی

آمار دقیقی از سوئدی‌های مسلمان شده وجود ندارد. اما آنه صوفی رولاند محقق تاریخ دین در دانشگاه مالمو تعداد مسیحیان مسلمان شده از دهه ۶۰ میلادی به این سو را حدود ۳۵۰۰ تن ارزیابی می‌کند که با مهاجرت مسلمانان رو به افزایش است.

### ایوان عقیلی

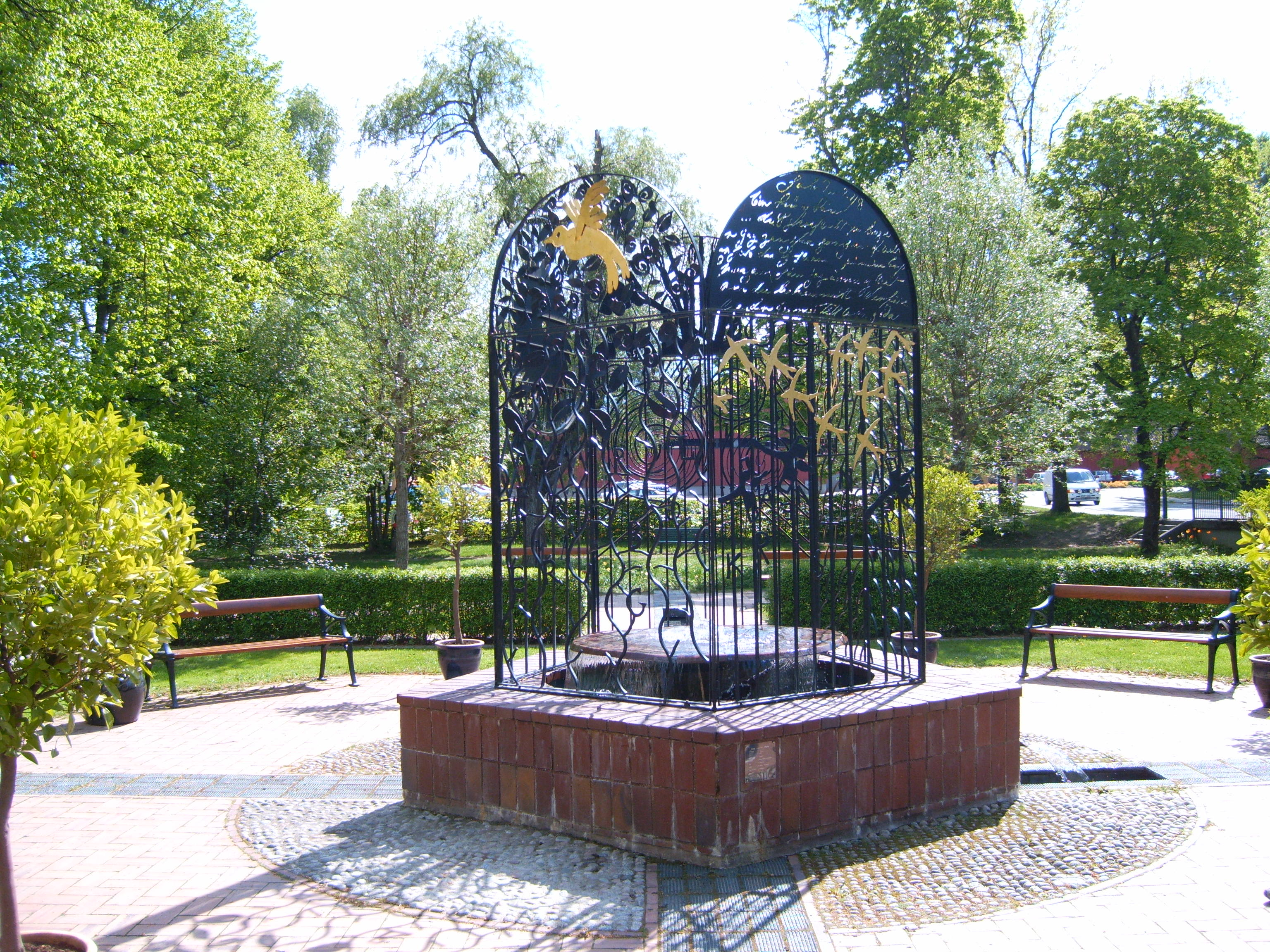
مزار ایوان عقیلی در شهر ساله سوئد

شیخ عبدالهادی عقیلی (ایوان عقیلی) نقاش، نویسنده، و صوفی سوئدی بود. وی در سال ۱۸۶۹ به دنیا آمد و توسط رنه گنون با اسلام و تصوف آشنا گردید. وی پس از گرویدن به اسلام به مصر رفت و ضمن آشنایی به آثار ابن عربی به فرقه دروایش شاذلیه از ملامتیه گرایش یافت. عمده آثار وی به زبانهای سوئدی و فرانسوی است و به انگلیسی نیز ترجمه شده‌است. وی در سال ۱۹۱۷ درگذشت و در شهر ساله دفن گردید.